# Шампунь (фильм)
«Шампунь» (англ. Shampoo) — драма, снятая американским режиссёром Хэлом Эшби по сценарию Роберта Тауна и Уоррена Битти в 1975 году.

## Сюжет
Действие фильма проходит в 1968 году в Калифорнии, на фоне предвыборной борьбы за президентское кресло Ричарда Никсона и Хьюберта Хамфри.
Джордж Раунди — успешный парикмахер из Беверли-Хиллз, недовольный своим нынешним положением наёмного работника, безуспешно пытается получить ссуду в банке и открыть собственное дело. Ему на помощь приходит одна из многочисленных подруг и знакомит со своим мужем, крупным инвестором, который обещает подумать над финансированием затеи Джорджа.
В силу своих многочисленных любовных связей Джордж попадает в ряд затруднительных ситуаций и вынужден находить всевозможные способы объяснения своей нынешней партнёрше Джил ряда явных несоответствий в собственных объяснениях о непонятных для неё похождениях сумасбродного жениха.

## В ролях
- Уоррен Битти — Джордж Раунди
- Джули Кристи — Джекки
- Голди Хоун — Джил
- Ли Грант — Фелисия
- Джек Уорден — Лестер
- Тони Билл — Джонни
- Джордж Фёрт — Петтис
- Рэнди Шеер — Деннис
- Сюзанна Мур — Глория
- Кэрри Фишер — Лорна
- Майк Олтон — Ричи
- Брэд Декстер — сенатор Ист
- Уильям Касл — Сид Рот

## Саундтрек
- The Beatles — «Sgt. Pepper’s Lonely Hearts Club Band»
- The Beatles — «Lucy in the Sky with Diamonds»
- Buffalo Springfield — «Mr. Soul»
- Jefferson Airplane — «Bless Its Pointed Little Head»
- Jimi Hendrix — «Manic Depression»

## Награды и номинации
Награды
- Премия «Оскар» за лучшую женскую роль второго плана (Ли Грант)
- Премия Национального общества кинокритиков США за лучший сценарий (Роберт Таун, Уоррен Битти)
- Награда Американской гильдии сценаристов за лучший комедийный сценарий полнометражного фильма (Роберт Таун, Уоррен Битти)

Номинации
- Премия «Оскар» за лучшую работу художника-постановщика (Ричард Зильберт, Стюарт Кэмбелл, Джордж Джейнс)
- Премия «Оскар» за лучший оригинальный сценарий (Роберт Таун, Уоррен Битти)
- Премия BAFTA за лучшую мужскую роль второго плана (Джек Уорден)
- Премия «Золотой глобус» за лучший фильм — комедия или мюзикл
- Премия «Золотой глобус» за лучшую мужскую роль — комедия или мюзикл (Уоррен Битти)
- Премия «Золотой глобус» за лучшую женскую роль — комедия или мюзикл (Джули Кристи)
- Премия «Золотой глобус» за лучшую женскую роль — комедия или мюзикл (Голди Хоун)
- Премия «Золотой глобус» за лучшую женскую роль второго плана (Ли Грант)